# Аккайнарский сельский округ (Жамбылский район)
Аккайнарский сельский округ (каз. Аққайнар ауылдық округі) — административно-территориальное образование в Жамбылском районе Алматинской области.
Административный центр сельского округа находится в с. Аккайнар.

## Населённые пункты
- с. Аккайнар